# Philip Schuessler
Philip Schuessler (* 17. September 1976 in Birmingham, Alabama) ist ein US-amerikanischer Komponist.

## Leben und Wirken
Schuessler studierte Komposition am Birmingham-Southern College (1997–1999), an der University of Miami (bis 2001) und der State University of New York (bis 2008). Seine Lehrer waren Charles Norman Mason, Dorothy Hindman, Dennis Kam, Keith Kothman, Dan Weymouth, Sheila Silver und Daria Semegen. 
Seine Kompositionen wurden u. a. beim Festival June in Buffalo, dem University of Tennessee at Chattanooga New Music Symposium, dem Birmingham City Stages Festival, dem Festival Miami, dem Festival Artomatic in Arlington, Virginia, dem New Music Forum in San Francisco und dem Spark Festival in Minneapolis aufgeführt und von Musikern und Ensembles wie dem Goliard Ensemble, dem Dither Guitar Quartet, dem Mantra Percussion Ensemble, dem Geiger Graeme Jennings, dem TimeTable Percussion Trio, dem Perkussionisten Daniel Kennedy, der Sopranistin Tony Arnold und dem Cellisten Craig Hultgren gespielt.

## Werke
- Interruptions III für Altsaxophon und Tonband (2011)
- Pendula für verstärkte Posaune (2011)
- Four (Inter)Ludes, Schauspielmusik für zwei Melodieinstrumente und Schlagzeug (2010)
- Ripple für Gitarren- und Perkussionsquartett (2010)
- Tracers für Saxophonquartett, Klavier und Elektronik (2010)
- Intervals I für Altsaxophon und Klavier (2010)
- Glass Abattoir für Perkussionstrio (2009)
- Tiamat für Tenor Solo (2009)
- Looking-Glass House für Sopran und Ensemble (2009)
- Abstractions I für Violine und Klavier (2008)
- Towers, Clocks and Glass für Orchester (2007–2008)
- Hymn 320 für Perkussionsduo (2008)
- Monochrome Variations II für Violine (2007)
- Bicycle Etude No. 2 für Zwei-Kanal-Digital-Audio (2007)
- Five für fünf Improvisationsmusiker (2007)
- Interruptions II für Klavier (2007)
- Flicker-Poeme für Elektronik (2006)
- Interruptions I für sieben Schauspieler, Klangschale und Toy piano (2006)
- Preludes für Klavier (2006)
- Micromovements: Book I für Gitarre (2006)
- Micromovements: Book II für Gitarre (2006)
- Supercell für Perkussion und Elektronik (2006)
- Omega Loops für Violine, Gitarre und Klavier (2006)
- Pylons für Klarinette, Posaune und Kontrabass (2006)
- Theater Piece No. 2 für Vorleser/Dirigent, 1–6 Darsteller und Elektronik (2005)
- Etude No. 9: Pastourelle für Orchester (2005)
- What a Dream We Have in Jesus für Posaune und Elektronik (2005)

## Weblink
- Philip Schuesslers Homepage

## Quelle
- Vox Novus – Philip Schuessler